# Allmoge
Denna artikel handlar om allmoge som en samhällsgrupp. För porslinet med namn allmoge, se Allmoge (porslin).

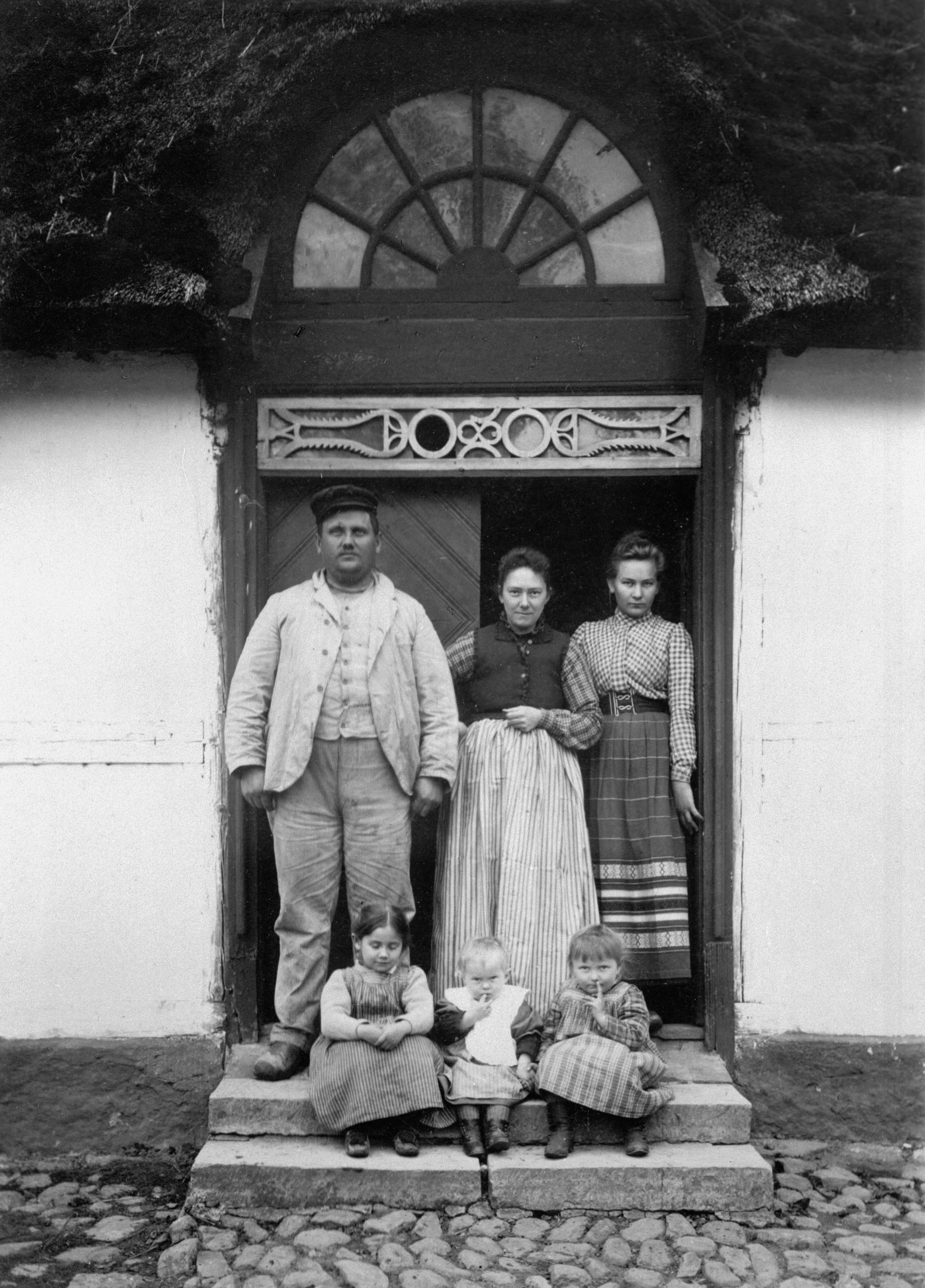
Skånsk bondefamilj. Fotografi av Axel Sjöberg, 1902.

Allmogen (av fornnordiskans all mōghe, som betyder hela högen, hela hopen eller allt folket) betydde tidigare alla människor (som levde) i ett visst område. Efterhand skiftade betydelsen till att betyda de ofrälse, eller bönder och ståndslösa människor i det förmoderna samhället med i huvudsak bondehushållning.